# ギャラリー再会
ギャラリー再会（-さいかい）は、大阪府大阪市浪速区恵美須東に所在する、かつての喫茶店。その建物が国の登録有形文化財に登録され、生きた建築ミュージアムに選定されている。

## 概要
通天閣から放射状に伸びる道路に面する1953年 (昭和28年) の建築で、かつては純喫茶「再会」として営業していた。設計は日本建築学会賞作品賞受賞歴のある石井修で南欧風の佇まい。1997年 (平成9年) 改修し、「ギャラリー再会」として再オープン。ジャズコンサートが定期的に開催される。１階から２階へはカーブを描く階段があり、２階にはグランドピアノ、煉瓦を用いた暖炉、シャンデリアがあり、片岡千恵蔵から寄贈された時計、鏡がある。

## 建築
1953年竣工、2007年改修。木造2階建、スレート葺き、切妻造妻入、建築面積97m2。間口3間、奥行10間で，中庭を介して店舗と住居を通路で繋ぐ伝統的な町家形式となっている。ファサードは屋根直下にある独特の幾何学模様の破風飾り、2階にあるねじれ柱付のバルコニー、1階にあるガス灯風の照明や出窓など、舞台美術を思わせる特徴的なデザインとなっている。2007年5月15日、登録有形文化財となった。

## 現地情報

### 住所
- 大阪府大阪市浪速区恵比須東1-4-13

### 交通アクセス
- Osaka Metro堺筋線恵美須町駅より徒歩4分
- 阪堺電気軌道阪堺線恵美須町停留場より徒歩3分

### 営業情報
- 営業 – 毎月最終土曜日午後2時～